# Fichtengebirgsblattwespe
Die Fichtengebirgsblattwespe (Pachynematus montanus), auch Dunkelgrüne Fichtenblattwespe genannt, ist eine Art der Pflanzenwespen, die in kühlen Lagen Mitteleuropas lebt und Fichten befällt.

## Merkmale
Die Körperlänge beträgt etwa 6–7 mm bei den Weibchen und 5–6 mm bei den Männchen. Weibchen sind erkennbar am gelbgrünen Hinterleib mit einer braunschwarzen Zeichnung und dem Legebohrer. Die Männchen sind schlanker als die Weibchen, braungelb und weisen schwarze Flecken auf dem Brustschild und Hinterleib auf.

## Verbreitung und Lebensraum
Die Art ist in den montanen Lagen Mitteleuropas und Nordeuropa verbreitet, so beispielsweise in Deutschland, den Niederlanden, Großbritannien, Österreich, Italien, Schweden und Norwegen. Hier leben sie unter anderem in den Alpen, in den Mittelgebirgen Südostdeutschlands, aber auch in geringeren Lagen an der Grenze zwischen Belgien, den Niederlanden und Deutschland.
Die Art befällt die Gemeine Fichte und lebt daher in Fichtenwäldern. In Deutschland gilt sie als ungefährdet. Sie gilt als gefriertolerantes Insekt.

## Lebensweise
Die Imagines schlüpfen zwischen Ende April und Mitte Mai aus ihren Kokons im Boden, in denen sie überwintern. Bei ungünstiger Witterung kann sich die Schlüpfperiode auch länger dahinziehen. Zu Beginn schlüpfen überwiegend Männchen, gegen Ende der Schlüpfperiode dagegen überwiegend Weibchen (Proterandrie). Zum Ausschwärmen werden Ränder der Baumbestände und Lichtlücken bevorzugt. Die Paarung erfolgt in Bodennähe. Begünstigt durch xerotherme (warm-trockene) Witterung legen die Weibchen hellgelbe Eier einzeln auf die Nadeln der frisch ausgetriebenen Fichtenknospen. Dabei werden die Triebe der Seitenäste bevorzugt und apikale Triebe eher gemieden. Die Weibchen legen meist weniger als 50, maximal bis zu 100 Eier, ab. Während die ähnliche Kleine Fichtenblattwespe bei der Eiablage auf ein ganz bestimmtes Austriebsstadium der Fichtenknospe (frisch abgesprengte Knospenschuppe, noch nicht gespreizte Nadeln) angewiesen ist, nützt die Fichtengebirgsblattwespe auch Maitriebe zur Eiablage, die schon deutlich gestreckt sind (Triebachse bis circa 5 cm). Ein weiterer Unterschied zur Kleinen Fichtenblattwespe besteht darin, dass diese die Nadel mit ihrem Sägefortsatz (Pristiphora = die Sägetragende) anritzt, um das Ei in der entstehenden Tasche zu versenken, die Fichtengebirgsblattwespe dagegen ihre Eier oberflächlich an die Nadeln heftet. Wie bei allen Blattwespen entwickeln sich aus unbefruchteten Eiern männliche Larven, aus befruchteten dagegen weibliche. Es kommt zu vier fressenden Larvenstadien und einem ein bis zwei Tage dauernden fünften Larvenstadium, in dem keine Nahrung mehr aufgenommen wird. Je nach Temperatur ist die Larvalentwicklung nach etwa drei bis sechs Wochen abgeschlossen. Die Larven verlassen etwa Mitte bis Ende Juni die Bäume und spinnen sich in der Bodenstreu in einen Kokon ein. Dieser Kokon ist oval, zylindrisch und mit etwa 7–8 mm deutlich größer als jener der Kleinen Fichtenblattwespe. Außerdem werden Partikel aus Nadelstreu und Erde in den Kokon eingearbeitet, sodass die Oberfläche eine raue Struktur aufweist, während die rötlichen Kokons der Kleinen Fichtenblattwespe glatt sind. Die Generationsdauer der Fichtengebirgsblattwespe ist in der Regel einjährig. Die eingesponnenen Larven (Eonymphen) treten im Sommer in eine Ruhephase (Diapause) ein, die im Herbst mit der Bildung des so genannten Puppenauges bei der Ruhelarve (Pronymphe) beendet werden kann. In diesem Stadium überwintert ein Teil der Tiere. Die eigentliche Verpuppung erfolgt im darauf folgenden Frühjahr. Wie auch bei der Kleinen Fichtenblattwespe kann ein unterschiedlich hoher Prozentsatz der Population als Eonymphe überwintern, überliegt das folgende Jahr und schlüpft erst ein oder sogar mehrere Jahre später. Dieses Überliegerverhalten kann als Streuung des Risikos gedeutet werden, das der Population einen Fortbestand auch dann erlaubt, wenn bei widrigen Umweltbedingungen (langanhaltende Regenperioden, Spätfrost) alle in einem Jahr geschlüpften Tiere absterben sollten. Über die Ursachen der Massenvermehrungen von P. montanus ist wenig bekannt. Das meist zeitgleiche Auftreten an verschiedenen Orten weist darauf hin, dass klimatische Faktoren von wesentlicher Bedeutung sein dürften. Auch über die populationsdämpfenden Faktoren gibt es nur wenige Befunde; Larven- und Kokonparasitoide sowie Prädatoren (u. a. Schnellkäferlarven) und insektenpathogene Pilze dürften eine wichtige Rolle spielen.

## Schadbild
Die Fichtengebirgsblattwespe befällt sowohl Stangenhölzer als auch ältere (80–100-jährige) Fichtenbestände. Die Junglarven fressen zunächst schartig an den Nadeln der Maitriebe, wobei die Nadelreste vergilben, sich aber nicht wie bei der Kleinen Fichtenblattwespe kräuseln. Ältere Larven wechseln auf vorjährige Nadeln und fressen dort weiter. Angaben über die Fraßmenge bzw. Schäden belaufen sich auf 80–100 Nadeln pro Larve, wobei 50–60 auf den Maitrieb entfallen und 30–40 auf ältere Nadeljahrgänge. Nach Laborergebnissen fressen die Larven im letzten Stadium durchschnittlich 30 Nadeln. Typisch für das Fraßbild ist eine oft schwach befallene Wipfelregion, die grün bleibt, während das obere Kronendrittel kahlgefressen wird. Die unteren Äste sind meist weniger stark befallen. Die Art ist oft als Begleitart der bekannteren Kleinen Fichtenblattwespe (Pristiphora abietina) bekannt, kann aber auch selbst bei Massenvermehrungen starke Schäden an Fichten anrichten. Seit den 2010er-Jahren kam es verstärkt zu schädlichem Auftreten der Art in Österreich und Bayern.

## Taxonomie
Das Basionym der Art lautet Nematus montanus.